# Al-Muajjad Sajh egyiptomi szultán
Al-Muajjad Sajh, azaz Abu n-Naszr Sajh ibn Abdalláh al-Mahmúdi an-Násziri (1360/1370 k. – Egyiptom, Kairó, 1421. január 14.) az egyiptomi cserkesz (elterjedt, de pontatlan elnevezéssel burdzsi) mamlúkok ötödik szultánja volt (uralkodott 1412. november 6-ától haláláig). Teljes titulusa al-Malik al-Muajjad, melynek jelentése „az [Isten által] megsegített király”.

## Útja a trónig
Sajh az 1380-as évek elején került Egyiptomba rabszolgaként, egy Mahmúd Sáh nevű kereskedő révén. Ekkor tizenkét, más források szerint huszonkét éves volt. Az-Záhir Barkúk (1382–1399) szultán vásárolta meg, és sorozta be katonái közé. Első fontosabb tisztségét an-Nászir Faradzs (1399–1412) idején kapta: 1400-ban a libanoni Tripoli helytartójává nevezték ki. Ettől kezdve 12 éven át Szíriában töltött be különböző funkciókat, és aktívan részt vett a kiskorú szultán feletti irányításért zajló hatalmi harcokban. Rövidesen Damaszkusz kormányzójává lépett elő.
Ilyen minőségben 1404-ben védelmet nyújtott Jasbak as-Saabáninak, a szultán Kairóból elűzött, korábban hatalmat kezében tartó nevelőjének, és szövetkezett az Aleppót magának megszerző Dzsakammal. 1405 májusában indították meg támadásukat Kairó ellen, de hadaik a városnál nagyrészt átálltak Faradzs oldalára, és a Kairóban elrejtőző Jasbakot leszámítva kénytelenek voltak visszamenekülni Szíriába. Damaszkusz élére Naurúz al-Háfizit, Barkúk egy másik mamlúkját nevezték ki Sajh helyett, aki Szafadba vonult vissza. 1407-ben nem volt hajlandó elismerni hajdani szövetségese, Dzsakam márciusban kikiáltott aleppói szultánságát, noha a többi szíriai potentát így tett. Dzsakam önállósodása után alig egy hónapon belül, április 25-én meghalt, Faradzs pedig letartóztatta az épp ő oldalán álló Jasbakot és Sajhot, ám a kairói úton sikerült elmenekülniük és elragadniuk Damaszkuszt. Jasbak szeptember 17-én elesett Naurúz ellen vívott csatájában Baalbeknél, Sajh pedig elmenekült.
A két hadúr 1411-re összefogott, és míg Faradzs Szíriára tört, ők kikerülték, és január folyamán Kairóig törtek előre. Itt a szultán híveitől vereséget szenvedtek, és kénytelenek voltak elmenekülni, majd al-Karak jordániai várában kibékülni ellenfelükkel. Ez nem volt tartós, mivel már a következő évben uralkodói hadjárat indult ellenük. Ezúttal sikerült legyőzniük a szultánt, aki Damaszkuszba szorult vissza; az őt hadjáratán elkísérő al-Musztaín kalifa ellenfelei fogságába esett. Sajh és Naurúz szultánná kiáltotta ki a kalifát a tárgyalások során, majd a május 23-án magát megadó Faradzsot hitszegő módon bíróság elé állították és kivégeztették.

## A trón mögötti erős ember
Al-Musztaín kezdetben nem lelkesedett azért, hogy rászállt a szultáni cím, és a későbbiekben sem volt benne sok öröme. Július 12-én vonult be Kairóba Sajh társaságában, aki közelébe sem engedte a valós hatalomnak. Július 18-án trónra emelőjét atabéggé nevezte ki, és formálisan is teljhatalommal ruházta fel. Augusztus 24-én ismét kénytelen volt megerősíteni Sajh teljhatalmát. Az atabég erős ellenfelei miatt még nem gondolhatott a formális hatalomátvételre: erre csak szeptember közepétől kezdve adódott módja, amikor legerősebb riválisa elhunyt. Ekkor intenzív kampányolásba kezdett saját érdekében, végül al-Musztaínt lemondatták, és Sajhot november 6-án szultánnak kiáltották ki al-Muajjad titulussal.

## Szultánsága

### A trón megszilárdítása
Sajh trónra lépése hajdani szövetségesét, az al-Musztaín által szíriai főkormányzónak kinevezett Naurúzt lázadásra indította: arra hivatkozva, hogy jogtalan bitorló, igyekezett a többi helytartót is ellene fordítani. Az új szultán csak 1414 márciusában kezdte meg a hadműveleteket ellene, és – mindkét oldal számára súlyos veszteségek árán – sikeresen visszaszorította a damaszkuszi fellegvárba. Naurúz tárgyalt a megadásról, ám Sajh kancelláriáján szándékosan rossz arabsággal foglalták írásba az ezáltal érvénytelennek tekintett okmányt, amit a vesztes fél török adminisztrációja nem vett észre. Naurúzt és híveit így szabad elvonulás helyett halál várta (július 10.). Sajh hazatérése előtt egészen az északi határvidéken fekvő Malatyáig vonult. 1415-ben a szultán ismét személyesen volt kénytelen Szíriába vonulni, hogy leverjen egy újabb lázadást, amit a már általa kinevezett helytartók indítottak ellene. Bár így sikerült leszámolnia a komolyabb belső fenyegetésekkel, uralmát később más kihívások is megnehezítették: többször kitört a pestis, szárazság sújtotta Egyiptomot, a fosztogató beduinokat fegyverrel kellett leverni, és a pénz értéke sem volt stabil.

### Anatóliai hadjáratok
Az 1417-es uralkodói hadjárat szintén Szíria felé indult, de csak átvonult a tartományon: célja a Timur Lenk hódítása nyomán önállósodott, Faradzs idején Tarszoszt elfoglaló Karamánidák megfékezése, illetve a határvidéki államocskák és dinasztiák (a kilikiai Ramazánidák és a Malatya környéki Dulkadridák) mamlúk hűségre térítése volt. Az 1417 márciusában indult expedíción a szultán húszéves fia, asz-Szárimi Ibráhím fontos szerepet játszott mint az előőrs vezetője, majd míg atyja bevette Tarszoszt, ő a dulkadrida Elbisztánt hódoltatta. Az Adanai Ramazánidák is al-Muajjad Sajh alattvalóivá váltak. Az ünnepélyes menet, melynek fényét II. al-Mutadid kalifa mellett a négy madzhab vezetője és több külföldi követ is emelte, november 25-én vonult be Kairóba.
Asz-Szárimí Ibráhím 1419-ben újabb hadjáratot vezetett északra: sikerült elfoglalnia Kayserit, a Karamánidák fővárosát, ahol szultánná kiáltatta ki apját. A támadás egészen Konyáig jutott, Nászir ad-Dín Mehmed bég pedig jobbnak látta harc nélkül visszavonulni és elismerni Sajh főségét. Ez az eredmény azonban Bajbarsz 1277-es anatóliai hódításához hasonlóan ideiglenes volt. Sajh idején nem indult több hadjárat, bár már 1418-ban fetvát adatott ki arról, hogy az anatóliai érdekeltségeit keletről fenyegető Karakojunlut vezető Kara Júszuf ellen megengedett a háború, és röviddel halála előtt is azt tervezte, hogy támadást indít a törzsszövetség ellen.

### Örökösödése, halála
Ibráhím, a kiszemelt trónörökös 1420. június 27-én halt meg. Az idős és az 1420-tól kezdve egyre betegebb szultán, jobb híján, kénytelen volt alig több mint egyéves fiát, Ahmadot örökösének kijelölni, amit a kalifa, a vallás- és jogtudósok és a vezető mamlúkok gyűlésével igyekezett elfogadtatni. Sajh 1421. január 14-én halt meg, és az általa építtetett mecsetben helyezték nyugalomra. Kisfia, aki még mindig nem volt két esztendős sem, ugyan megörökölte a trónt, de még apja temetése előtt felrúgták az általa kijelölt kormányzati rendet, és a kicsiny Ahmadot hét hónap elteltével letették a trónról, és Sajh egy hajdani mamlúktársa, az-Záhir Tatar vette át a trónt.